# Пневмопривод

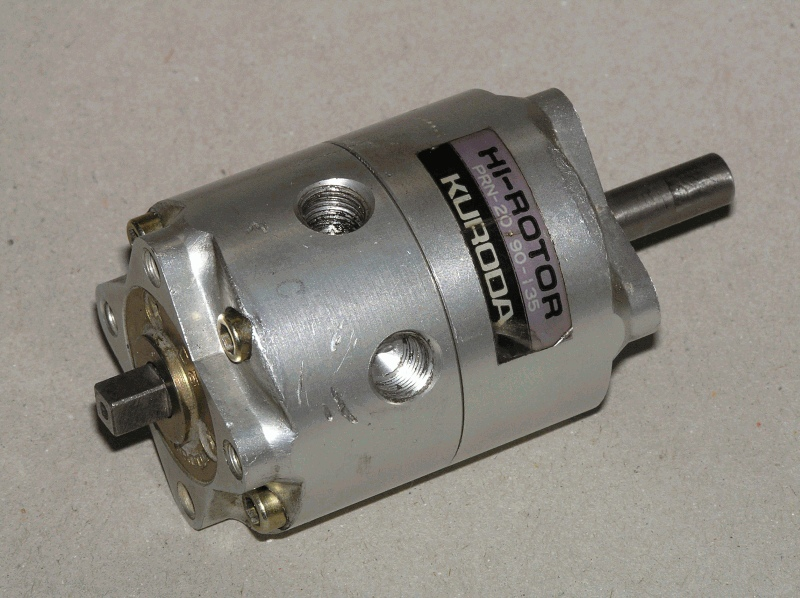
Поворотный пневмомотор

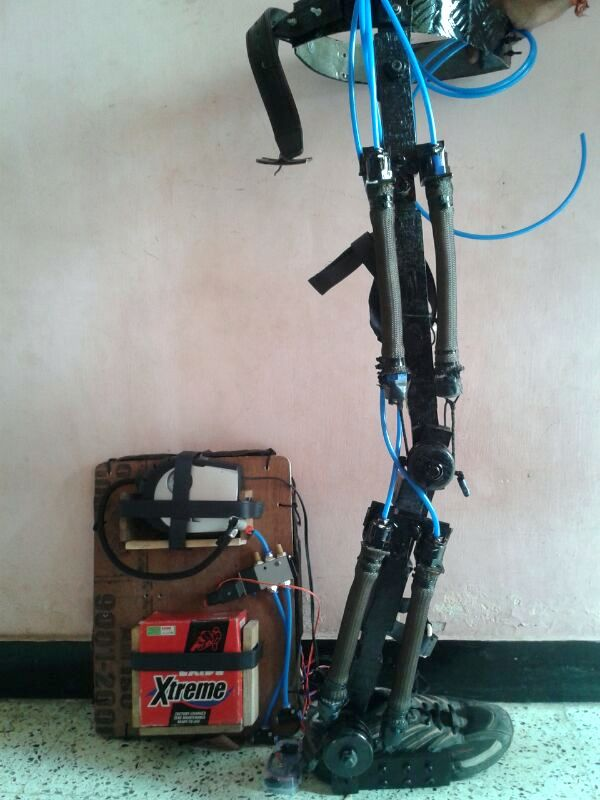
Нога робота, оснащённая пневмоприводом

Пневмопривод — совокупность устройств, которые предназначены для приведения в движение частей машин и механизмов посредством энергии сжатого воздуха. 
Пневмопривод, подобно гидроприводу, представляет собой своего рода «пневматическую вставку» между приводным двигателем и нагрузкой (машиной или механизмом) и выполняет те же функции, что и механическая передача (редуктор, ремённая передача, кривошипно-шатунный механизм и т. д.).
Основное назначение пневмопривода, как и механической передачи, — преобразование механической характеристики приводного двигателя в соответствии с требованиями нагрузки (преобразование вида движения выходного звена двигателя, его параметров, а также регулирование, защита от перегрузок и др.).
Обязательными элементами пневмопривода являются компрессор (генератор пневматической энергии) и пневмодвигатель[уточнить].
В зависимости от характера движения выходного звена пневмодвигателя (вала пневмомотора или штока пневмоцилиндра), и соответственно, характера движения рабочего органа пневмопривод может быть вращательным или поступательным. Пневмоприводы с поступательным движением получили наибольшее распространение в технике.

## Принцип действия пневматических машин
В общих чертах, передача энергии в пневмоприводе происходит следующим образом:
1. Приводной двигатель[прояснить] передаёт вращающий момент на вал компрессора, который сообщает энергию рабочему газу.
2. Рабочий газ после специальной подготовки по пневмолиниям через регулирующую аппаратуру поступает в пневмодвигатель, где пневматическая энергия преобразуется в механическую.
3. После этого рабочий газ выбрасывается в окружающую среду, в отличие от гидропривода, в котором рабочая жидкость по гидролиниям возвращается либо в гидробак, либо непосредственно к насосу.

Многие пневматические машины имеют свои конструктивные аналоги среди объёмных гидравлических машин. В частности, широко применяются аксиально-поршневые пневмомоторы и компрессоры, шестерённые и пластинчатые пневмомоторы, пневмоцилиндры…

## Типовая схема пневмопривода

Типовая схема пневмопривода: 1 — воздухозаборник; 2 — фильтр; 3 — компрессор; 4 — теплообменник (холодильник); 5 — влагоотделитель; 6 — воздухосборник (ресивер); 7 — предохранительный клапан; 8- Дроссель; 9 — маслораспылитель; 10 — редукционный клапан; 11 — дроссель; 12 — распределитель; 13 пневмомотор; М — манометр.

Воздух в пневмосистему поступает через воздухозаборник.
Фильтр осуществляет очистку воздуха в целях предупреждения повреждения элементов привода и уменьшения их износа.
Компрессор осуществляет сжатие воздуха.
Поскольку, согласно закону Шарля, сжатый в компрессоре воздух имеет высокую температуру, то перед подачей воздуха потребителям (как правило, пневмодвигателям) воздух охлаждают в теплообменнике (в холодильнике).
Чтобы предотвратить обледенение пневмодвигателей вследствие расширения в них воздуха, а также для уменьшения коррозии деталей, в пневмосистеме устанавливают влагоотделитель.
Ресивер служит для создания запаса сжатого воздуха, а также для сглаживания пульсаций давления в пневмосистеме. Эти пульсации обусловлены принципом работы объёмных компрессоров (например, поршневых), подающих воздух в систему порциями.
В маслораспылителе в сжатый воздух добавляется смазка, благодаря чему уменьшается трение между подвижными деталями пневмопривода и предотвращает их заклинивание.
В пневмоприводе обязательно устанавливается редукционный клапан, обеспечивающий подачу к пневмодвигателям сжатого воздуха при постоянном давлении.

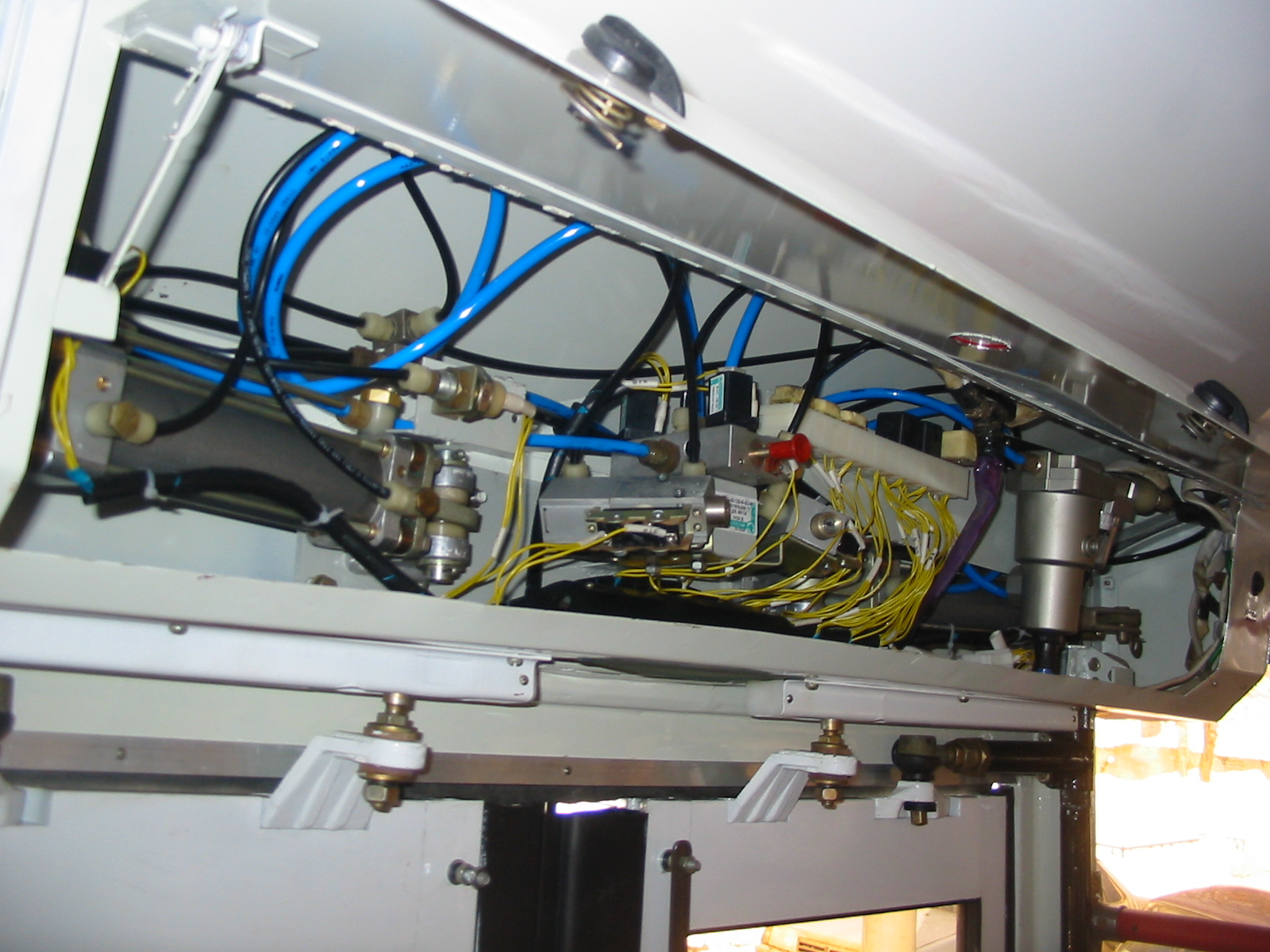
Механизмы пневмопривода дверей в троллейбусе ЗиУ-6205

Распределитель управляет движением выходных звеньев пневмодвигателя.
В пневмодвигателе (пневмомоторе или пневмоцилиндре) энергия сжатого воздуха преобразуется в механическую энергию.

## Достоинства и недостатки пневмопривода
Достоинства
- в отличие от гидропривода — отсутствие необходимости возвращать рабочее тело (воздух) назад к компрессору;
- меньший вес рабочего тела по сравнению с гидроприводом (актуально для ракетостроения);
- меньший вес исполнительных устройств по сравнению с электрическими;
- возможность упростить систему за счет использования в качестве источника энергии баллона со сжатым газом, такие системы иногда используют вместо пиропатронов, есть системы, где давление в баллоне достигает 500 МПа;
- простота и экономичность, обусловленные дешевизной рабочего газа;
- быстрота срабатывания и большие частоты вращения пневмомоторов (до нескольких десятков тысяч оборотов в минуту);
- пожаробезопасность и нейтральность рабочей среды, обеспечивающая возможность применения пневмопривода в шахтах и на химических производствах;
- в сравнении с гидроприводом — способность передавать пневматическую энергию на большие расстояния (до нескольких километров), что позволяет использовать пневмопривод в качестве магистрального в шахтах и на рудниках;
- в отличие от гидропривода, пневмопривод менее чувствителен к изменению температуры окружающей среды вследствие меньшей зависимости КПД от утечек рабочей среды (рабочего газа), поэтому изменение зазоров между деталями пневмооборудования и вязкости рабочей среды не оказывают серьёзного влияния на рабочие параметры пневмопривода; это делает пневмопривод удобным для использования в горячих цехах металлургических предприятий.

Недостатки
- нагревание и охлаждение рабочего газа в процессе сжатия в компрессорах и расширения в пневмомоторах; этот недостаток обусловлен законами термодинамики, и приводит к следующим проблемам:
  - возможность обмерзания пневмосистем;
  - конденсация водяных паров из рабочего газа, и в связи с этим необходимость его осушения;
- высокая стоимость пневматической энергии по сравнению с электрической (примерно в 3-4 раза), что важно, например, при использовании пневмопривода в шахтах;
- ещё более низкий КПД, чем у гидропривода;
- низкие точность срабатывания и плавность хода;
- возможность взрывного разрыва трубопроводов или производственного травматизма, из-за чего в промышленном пневмоприводе применяются небольшие давления рабочего газа (обычно давление в пневмосистемах не превышает 1 МПа, хотя известны пневмосистемы с рабочим давлением до 7 МПа — например, на атомных электростанциях), и, как следствие, усилия на рабочих органах значительно ме́ньшие в сравнении с гидроприводом). Там, где такой проблемы нет (на ракетах и самолетах) или размеры систем небольшие, давления могут достигать 20 МПа и даже выше.
- для регулирования величины поворота штока привода необходимо использование дорогостоящих устройств — позиционеров.

## Пневмоприводы с поступательным движением
По характеру воздействия на рабочий орган пневмоприводы с поступательным движением бывают:
1. двухпозиционные, перемещающие рабочий орган между двумя крайними положениями;
2. многопозиционные, перемещающие рабочий орган в различные положения.

По принципу действия пневматические приводы с поступательным движением бывают:
- одностороннего действия, возврат привода в исходное положение осуществляется механической пружиной;
- двухстороннего действия, перемещающие рабочий орган привода осуществляется сжатым воздухом.

По конструктивному исполнению пневмоприводы с поступательным движением делятся на:
- поршневые, представляющие собой цилиндр, в котором под воздействием сжатого воздуха либо пружины перемещается поршень (возможны два варианта исполнения: в односторонних поршневых пневмоприводах рабочий ход осуществляется за счёт сжатого воздуха, а холостой за счёт пружины; в двухсторонних — и рабочий, и холостой ходы осуществляются за счёт сжатого воздуха);
- мембранные, представляющие собой герметичную камеру, разделённую мембраной на две полости; в данном случае цилиндр соединён с жёстким центром мембраны, на всю площадь которой и производит действие сжатый воздух (также, как и поршневые, выполняются в двух видах — одно- либо двухстороннем).
- Сильфонные применяются реже. Практически всегда одностороннего действия: усилие возврата может создаваться как упругостью самого сильфона, так и с использованием дополнительной пружины.

В особых случаях (когда требуется повышенное быстродействие) применяют специальный тип пневмоприводов — вибрационный пневмопривод релейного типа.

## Применение
- Пневматический привод арматуры
- Пневматическая почта
- Воздушные мышцы
- Пневматическое оружие
- Пневматический компьютер

Одним из применений пневматических приводов является использование их в качестве силовых приводов на пневматических тренажерах.
Пневматический привод тормозов.

### Пневматический инструмент
Пневмодвигатели применяются для привода различных инструментов: дрелей, гайковёртов, отбойных молотков, шлифовальных головок. Также пневматический пресс.
Подобный инструмент обеспечивает безопасность работы во взрывоопасных местах (со скоплением газа, угольной пыли), в среде с повышенным содержанием влаги.